# 埭尾村
埭尾村，是中华人民共和国福建省漳州市龙海区东园镇下辖的一个村。
2014年2月19日，埭尾村公布为第六批中国历史文化名村。
2014年11月25日，埭尾村公布为第三批中国传统村落。